# Trema micrantha
Trema micrantha é uma árvore nativa da América do Norte até a América do Sul, também conhecida como Pau-pólvora, crindiúva, periquiteiro, candiúva, candiúba, taleira, motamba, gurindiba, curindiba, seriúva, pelo nome de seu gênero, Trema.
A planta ocorre entre as latitudes 26º30’ N, nos Estados Unidos, na Flórida, e 30º S no Brasil, no Rio Grande do Sul.
É uma espécie pioneira pertencente a família das canabáceas, antes considerada pertencente a família das ulmáceas.

## Descrição
O Pau Pólvora é uma espécie arbórea com altura de 5-20 m e tronco de 20-40 cm de diâmetro, revestido por casca verrucosa. Suas folhas são simples, lanceoladas, ovaladas ou oblonga lanceoladas, com face superior áspera e esparsamente vilosa, a inferior vilosa e glabrescente, com nervura principal e secundárias proeminentes. As flores são reunidas em inflorescências esbranquiçadas dispostas com os pecíolos foliares e os frutos são globosos e de coloração alaranjada quando maduros.
Pode ser encontrada nas regiões Sul, Sudeste, Centro-Oeste e Nordeste do Brasil.

## Uso comum e ecológico
Sua madeira é leve, macia ao corte, baixa resistência ao apodrecimento, sendo utilizada principalmente como lenha, carvão e fabricação de pólvora.
Seus pequenos frutos são muito consumidos pela avifauna, fazendo com que a espécie tenha um alto valor ecológico. Seus mais fiéis consumidores são os psitacídeos, família que engloba periquitos e maritacas.
Por ser uma espécie pioneira, de rápido crescimento e grande versatilidade ecológica, pode ser utilizada em programas de plantios florestais e de recuperação de áreas degradadas por mineração. Ela não ocorre em locais muito úmidos.

## Uso medicinal
Na cultura popular, as folhas da espécie já são utilizadas no tratamento de erupções cutâneas devido ao seu poder analgésico.
Na medicina indígena, os frutos são usados para aliviar dor de dente.
Um artigo da UFRJ reconheceu a Trema como uma planta utilizada com fins medicinais por comunidades caiçaras no tratamento de algumas condições como icterícia e hemorroida.
Em 2023, pesquisadores da UFRJ (Universidade Federal do Rio de Janeiro) encontraram canabidiol (CBD) nas frutas e flores dessa planta. O CBD tem sido utilizado no tratamento da Epilepsia e Ansiedade. A vantagem dessa planta sobre a Cannabis Sativa é que o CBD não possui efeitos alucinógenos como o THC presente na Cannabis.